# Fredrik Berglöf
Karl Fredrik Johan Berglöf, född 18 november 1889 i Hudiksvall, död 3 april 1974 i Gävle Heliga Trefaldighets församling, Gävle, var en svensk fysiker. Han var gift med Karin Berglöf.
Efter studentexamen i Hudiksvall 1909 blev Berglöf filosofie kandidat vid Uppsala universitet 1911, filosofie magister 1912, filosofie licentiat 1917 och filosofie doktor 1926 på avhandlingen Über die Hysteresis bei Grimmlichtentladungen mit Wechselstrom. Han var lärare vid Solbacka läroverk 1915–16, genomförde provår i Uppsala 1920, var lärare i Söderhamn 1921–30 och lektor i matematik och fysik vid högre allmänna läroverket i Gävle från 1930. 
I Söderhamn blev Berglöf ledamot av och ordförande i belysningsstyrelsen 1924 och var dess ordförande 1926–30. I Gävle var han styrelseledamot i Gävleborgs läns orkesterförening från 1929. Han blev kapten i Hälsinge regementes reserv 1940. Han är begravd på Norra begravningsplatsen i Stockholm.